# 왕태
왕태(王泰, 생몰년 미상)는 고려 태조와 신명순성왕후의 장남이다. 성은 왕(王) 이름은 태(泰) 본관은 개성(開城)이다. 혜종의 이복동생이며, 정종과 광종의 동복 형이다. 이복 남매인 흥복원부인(興福院夫人)의 딸과 혼인하였으나, 훗날 왕위를 동생 정종이 이은 것으로 보아 요절한 것으로 보인다. 또한 후사가 없었다.

## 생애
고려 창업군주 태조와 제3비 신명순성왕후의 아들
태자 왕태는 태조와 신명순성왕후의 장남이다. 고려사에는 이렇게 기록되어 있지만 실제로는 3남 이하로 추정된다. 즉위 가능성이 높아 족외혼을 했던 정종과 다르게 왕태는 족내혼을 했고 징효대사탑비에 정종)과 광종이 각각 첫 번째와 두 번째로 기록되어있기 때문이다. 혼인 순서가 혜종 정종의 딸보다도 늦다는 점을 고려하면 문원대왕보다도 늦게 태어났을 가능성이 있다. 이복형으로 혜종이 있고 동복동생으로 정종 광종 왕정 증통국사(證通國師) 낙랑공주와 흥방궁주가 있다. 왕태는 태조와 제12비 흥복원부인 홍씨의 딸 즉 이복동생과 족내혼을 했으며 후사를 보지 못했다.

## 가계
- 조부, 외조부 : 추존 세조(世祖, ? ~897)
- 조모, 외조모 : 추존 위숙왕후(威肅王后, 생몰년 미상)
- 부왕,장인 : 태조(太祖, 877~943 재위:918~943)
- 모후 : 신명순성왕후(神明順成王后, ? ~947)
  - 태자 : 왕태(王泰, 생몰년 미상)
- 장모 : 흥복원부인(興福院夫人)
  - 부인 : 시호 및 이름이 전해지지 않는다[2]
  - 이복동생 : 태자 왕직(太子 王稷)
- 외조부 : 유긍달(劉兢達)
- 외조모 : 미상

## 왕태가 등장하는 작품
- 《태조 왕건》(KBS, 2000년~2002년, 배우:이재응)
- 《빛나거나 미치거나》(MBC, 2015년~2015년, 배우:오은찬)